# RC Kouba
RC Kouba (Arabisch: ال: رائد شباب القُبّة) is een Algerijnse voetbalclub uit Kouba, een wijk van de hoofdstad Algiers.

## Historie
De club werd opgericht in 1945 en begon een jaar later in de derde klasse van de regionale competitie van Algiers. Na twee jaar promoveerde de club en in 1950 werd de club ok kampioen in de tweede klasse. De volgende jaren gingen de resultaten steeds in stijgende lijn tot in 1955 de titel gewonnen werd. In 1956 werden de meeste moslimclubs in het toen nog koloniale Algerije gesloten wegens de onafhankelijkheidsoorlog. 
Na de oorlog werd de club heropgericht. Ze waren er niet bij in het eerste volwaardige competitieseizoen 1964/65 maar promoveerde wel na één seizoen naar de hoogste klasse. In 1967 werden ze al vicekampioen achter NA Hussein Dey. In 1969 werd de naam CCS Kouba aangenomen. Na een derde plaats in 1970 werden ze het jaar erop laatste, maar door uitbreiding van de competitie degradeerde de club, die nu de naam NR Alger aannam, niet. In 1974 nam de club dan de naam RS Kouba aan en in 1975 werden ze met één punt achterstand op MC Alger vicekampioen. 
Na een paar jaar middenmoot werd de club in 1981 voor de eerste en tot dusver enige keer in zijn bestaan landskampioen. In de Afrikaanse kampioenenbeker versloeg de club het Marokkaanse KAC Kenitra en het Ivoriaanse Stella d'Adjamé, maar werd dan in de kwartfinale uitgeschakeld door het Nigeriaanse Enugu Rangers. In 1982 kon de club zich slechts in extremis redden van degradatie. Ook de volgende jaren streed de club tegen de degradatie, die ze in 1985 niet meer konden afwenden.
In 1987 nam de club terug de oude naam RC Kouba aan en een jaar later promoveerden ze weer. Na drie jaar degradeerde de club opnieuw. Nu duurde het zeven jaar vooraleer ze eenmalig terugkeerden en daarna opnieuw van 2001 tot 2004. Na een laatste promotie in 2008 kon de club niet meer terugkeren. In 2012 degradeerde de club naar de derde klasse en kon daar pas in 2017 weer uit promoveren, echter volgde na twee seizoenen een nieuwe degradatie.

## Erelijst
Landskampioen
1981